# Microweisea minuta
Microweisea minuta – gatunek chrząszcza z rodziny biedronkowatych i podrodziny Microweiseinae.

## Taksonomia
Gatunek ten opisany został po raz pierwszy w 1899 roku przez Thomasa Lincolna Caseya na łamach „Journal of the New York Entomological Society” pod nazwą Smilia minuta. Jako miejsce typowe wskazano brzeg rzeki Colorado w Austin w stanie Teksas. Nazwa rodzajowa Smilia okazała się być młodszym homonimem nazwy wprowadzonej w 1833 roku przez Ernsta Friedrich Germara. W związku z tym Theodore D.A. Cockerell zastąpił ją w 1900 roku nazwą Epismilia. Ta również okazała się być młodszym homonimem, tym razem nazwy wprowadzonej w 1861 roku przez Louisa E.G. de Fromentela dla rodzaju jamochłonów. W związku z tym w 1903 roku Cockerell zastąpił ją nazwą Microweisea i stąd obecna kombinacja. W 1931 roku Richard Korschefsky proponował zmianę epitetu gatunkowego na caseyi, co okazało się zbędne.

## Morfologia
Chrząszcz o podługowato-owalnym, wyraźnie wysklepionym ciele długości od 0,85 do 0,88 mm i szerokości od 0,55 do 0,6 mm. Wierzch ciała jest nagi, ubarwiony smoliście. Głowa jest błyszcząca, przed nasadami czułków wydłużona. Przedplecze jest poprzeczne, pozbawione wyraźnego punktowana, o kątach przednio-bocznych nie jaśniejszych od dysku. Barwa pokryw jest jednolita. Odnóża są zakończone trójczłonowymi stopami o niezmodyfikowanych pazurkach. Ubarwienie spodu ciała jest ciemnobrązowe. Samiec ma silnie niesymetryczne paramery, długi i przekręcony płat środkowy fallobazy oraz prącie o wyraźnie wyodrębnionej kapsule nasadowej. Samica ma spermatekę w kształcie bulwy z wydłużonym szczytem oraz zaopatrzoną w długie, rurkowate infundibulum torebkę kopulacyjną.

## Rozprzestrzenienie
Owad nearktyczny, endemiczny dla Teksasu na południu Stanów Zjednoczonych. Znany jest z hrabstw Travis, Cameron, Jim Wells i San Patricio.